# A Full Vindication of the Measures of Congress
A Full Vindication of the Measures of Congress fu una delle prime opere di Alexander Hamilton, pubblicata nel dicembre 1774, mentre Hamilton quando aveva 17-19 anni ed era studente presso il King's College, successivamente ribattezzato Columbia University, a New York City.

## Contenuto
In questo opuscolo, datato 15 dicembre 1774, Hamilton difendeva le azioni del Primo congresso continentale a Philadelphia contro le accuse dell'autore A.W. Farmer ("A Westchester Farmer"), uno pseudonimo di Samuel Seabury, rettore episcopale della contea di Westchester, che aveva scritto un opuscolo dal contenuto politicamente lealista in cui attaccava il Congresso, Free Thoughts on the Proceedings of the Continental Congress, datato 16 novembre 1774. Most political essays of the time were written under pen names. La maggior parte degli articoli politici dell'epoca era scritta sotto pseudonimo. L'identità di Farmer non era nota al momento in cui Hamilton scrisse la sua risposta, anche se si pensava generalmente che l'autore fosse tra i ministri anglicani politicamente lealisti. Hamilton potrebbe aver creduto, come altri fecero all'epoca, che l'autore dei Free Thoughts fosse il presidente del suo stesso college, il Reverendo Myles Cooper. Cooper faceva infatti parte di un "gruppo letterario lealista" che includeva Seabury e Charles Inglis (successivamente rettore della Trinity Church a New York), ed era convinto che Seabury avesse scritto l'opuscolo.
La risposta di Hamilton a Farmer, indirizzata ad amici e concittadini, impiegò due o tre settimane per essere scritta e fu firmata da un amico dell'America; rispondeva sistematicamente agli argomenti trattati da Farmer. Hamilton avverte contro
e afferma che
Dopo che A Full Vindication fu pubblicata, "Farmer" (Seabury) rispose con un altro opuscolo, A View of the Controversy, datato 24 dicembre 1774, ma non pubblicato fino al 5 gennaio 1775.  Hamilton rispose quindi con un altro opuscolo, The Farmer Refuted, il 23 febbraio 1775. Con questi due opuscoli, Hamilton abbracciò interamente il radicalismo americano nel crescente conflitto con il Regno di Gran Bretagna.

## Edizioni
- (EN) Alexander Hamilton, A full vindication of the measures of the Congress, New York, James Rivington, 1774. URL consultato il 21 ottobre 2013.